# 向井永浩
向井 永浩（むかい ひさひろ、1977年11月12日 - ）は、日本の実業家、元エンジニア。人工知能（AI）対話システムの研究開発を行うベンチャーの株式会社Nextremer の代表取締役CEO。

## 経歴
- 金沢大学卒業後、大手国内メーカーにシステムエンジニアとして入社し、システム開発に従事[1]。その後シンガポール資本のITベンチャーに入社、新規事業立ち上げ等に携わる[1]。
- 2012年10月、Nextremer を創業。
- 2015年4月、高知県に進出、主な開発拠点となる高知AIラボを開設[2]。
- 2016年8月、子会社の dataremer を設立[3]。
- 2017年8月、資金調達を実施[4]。